# Chestor
Chestorul (/ˈkwiːstər/ KWEE-stər, (latină: [ˈkʷae̯stɔr]) "investigator") a fost un oficial public în Roma Antică. Poziția a îndeplinit funcții diferite în funcție de perioadă. În Regatul Roman, quaestores parricidii (chestori cu puteri judiciare) au fost numiți de rege pentru a cerceta și a investiga crime. În Republica Romană, chestorii (Lat. quaestores) au fost aleși funcționari care au supravegheat tezaurul de stat și au efectuat audituri. A fost cea mai mică poziție în clasamentul cursus honorum (scara onorurilor). Totuși, acest lucru înseamnă că în mediul politic al Romei, era destul de comun ca mulți politicieni aspiranți să ia poziția de chestor ca trecere timpurie pe scara politică. În Imperiul Roman, poziția, care a fost inițial înlocuită de praefectus (prefect), a reapărut în timpul imperiului târziu ca quaestor intra Palatium, poziție desemnată de împărat să conducă consiliul imperial și să răspundă petiționarilor.

## Articole corelate
- Cursus honorum
- Republica Romană

## Uniunea Europeană
În Parlamentul european, cinci chestori supraveghează interesele Membrilor Parlamentului European.
Actualii chestori, aleși la 21 iulie 2004, sunt:
| Nume                        | Partid | Țară           |
| Mia de Vits                 | PES    | Belgia         |
| Genowefa Grabowska          | PES    | Polonia        |
| Astrid Lulling              | EPP-ED | Luxemburg      |
| Jim Nicholson               | EPP-ED | Marea Britanie |
| Godelieve Quisthoudt-Rowohl | EPP-ED | Germania       |

## România

### Parlamentul României
Funcția de chestor al Camerei Deputaților. 
Chestorii sunt aleși la începutul fiecărei sesiuni ordinare, la propunerea grupurilor parlamentare cărora le-au fost repartizate locurile respective.
Principalele atribuții ale unui chestor:
- verificarea modului de gestionare a patrimoniului,
- funcționarea și calitatea serviciilor Camerei Deputaților,
- Controlul financiar asupra cheltuielilor efectuate,
- Prezintă Biroului permanent proiectul de buget al Camerei Deputaților și contul de încheiere a exercițiului bugetar anual,
- asigură menținerea ordinii în sediul Camerei Deputaților.[3]

### Ministerul Internelor din România
Pentru mai multe detalii, vedeți Poliția Română#Structură.
În Ministerul Administrației și Internelor din România, chestorul este un grad profesional în cadrul corpului ofițerilor de poliție.